# Анциферовская (Двинское сельское поселение)
Анциферовская — деревня в Верхнетоемском муниципальном округе Архангельской области России.

## География
Деревня находится в юго-восточной части Архангельской области, в подзоне средней тайги, в пределах северной окраины Восточно-Европейской равнины, на левом берегу реки Ёрги, на расстоянии примерно 21 километра (по прямой) к юго-востоку от села Верхняя Тойма, административного центра округа. Абсолютная высота — 43 метра над уровнем моря.

### Часовой пояс
Анциферовская, как и вся Архангельская область, находится в часовой зоне МСК (московское время). Смещение применяемого времени относительно UTC составляет +3:00.

## Население
| 2002 | 2010 |
| ---- | ---- |
| 0    | →0   |